# زمین‌لرزه ۱۹۰۶ چین
زمین‌لرزه چین  در تاریخ ۲۲ دسامبر ۱۹۰۶ میلادی، برابر با ‎۳۰ آذر ۱۲۸۵، ساعت ۱۸:۲۱:۰۰ به زمان یوتی‌سی در چین رخ داد. بزرگی آن ۷٫۲ در مقیاس Mw اعلام شده‌است. زمین‌لرزه به وقت محلی در روز یکشنبه، ساعت ۲ روی داده و منطقه زمانی آن یوتی‌سی +۸ بوده‌است .
سازمان زمین‌شناسی آمریکا نیز جای این زمین‌لرزه را در مختصات ۴۳°۳۰′شمالی ۸۵°۰۰′شرقی / ۴۳٫۵°شمالی ۸۵°شرقی و بزرگی آنرا برابر با ۸٫۳ در مقیاس ریشتر اعلام کرده‌است. ژرفای گزارش شده از سوی این سازمان ۳۳ کیلومتر می‌باشد.
شمار کشتگان زلزله حدود ۲۸۵ نفر بوده‌است. تعداد زخمیان ۱۱۰۰ نفر برآورده شده‌است. 